# Ethnographie des Sprechens
Die Ethnographie des Sprechens (oder: Ethnographie der Kommunikation) ist eine Methode der Soziolinguistik, Ethnographie, Anthropologie und Soziologie, die versucht, aus dem Sprachgebrauch in einer Gesellschaft die sozialen Organisationsstrukturen und Normen dieser Gesellschaft abzuleiten. Der Forschungsansatz wurde unter anderem von den Sprachwissenschaftlern und Anthropologen John Gumperz und Dell Hymes entwickelt.

## Theorie
Die Ethnographie des Sprechens versteht Sprache als Handeln (vergleiche die Sprechakttheorie und die Konzepte von John Searle und John Austin). Sprachhandeln wird als durch soziale und kulturelle Regeln und Rahmenbedingungen sowie die Einstellungen der Sprecher bedingt gesehen und ist deshalb nur im jeweiligen kulturellen Kontext zu verstehen. Die Ethnographie des Sprechens will diese sozialen und kulturelle Faktoren aus dem Sprachgebrauch ableiten, wobei die Funktion der Sprache im Vordergrund steht (und die Form der Sprache sekundär ist).
Als wichtige Organisationseinheiten sieht  die Ethnographie des Sprechens:
- das Sprachereignis („speech event“), das eine einzelne Einheit des Sprachgebrauchs darstellt (z. B. eine Predigt)
- die Gesprächssituation („speech situation“), die sich aus mehreren Sprachereignissen zusammensetzt (z. B. ein Gottesdienst, der aus den Sprachereignissen Predigt, Lesung etc. besteht)
- die Sprachgemeinschaft („speech community“)
- die Rollen der Sprecher in der Gesellschaft und der jeweiligen Situation
- die sozialen Regeln und Normen der Gesellschaft, die (Sprach-)Verhalten vorhersehbar machen
- Rituale und Verhaltensroutinen, die am stärksten vorbestimmten und daher am sichersten vorhersehbaren (Sprach-)Verhaltensweisen[4]

Ethnographische Methoden werden mittlerweile auch in der Gesprächsanalyse (als Ethnographische Gesprächsanalyse) angewandt. Bezüge bestehen auch zu:
- Diskursanalyse
- Ethnomethodologie
- Konversationsanalyse

## Methoden
Die Ethnographie des Sprechens bedient sich qualitativer ethnographischer Methoden,  hauptsächlich teilnehmender Beobachtung und Interviews, die auf Grundlage der Kategorien der jeweilig untersuchten Gruppe interpretiert werden. Gesprächssituationen oder Sprachereignisse werden dann als gültige Kategorien angesehen, wenn auch die Mitglieder der untersuchten Sprachgemeinschaft diese als Kategorien benennen.